# Deutscher Landgemeindetag
Der Deutsche Landgemeindetag e.V. war im Wesentlichen eine Vereinigung deutscher Landgemeinden, die ihre Interessen gegenüber den Instanzen des Deutschen Reiches Anfang des 20. Jahrhunderts hinreichend vertreten wollten.
Während im Deutschen Städtetag sich die großen Städte organisierten, stand für mittelgroße Städte die Interessenvertretung des Reichsstädtebundes. Im Jahre 1919 (oder 1922) wurde der Deutsche Landgemeindetag gegründet, der sich als Reichsverband der Gemeindeverbände der deutschen Einzelländer mit ihren Landgemeinden verstand. Mit dem Verband preußischer Landgemeinden, dem Spitzenverband der Landgemeinden, den Amts- und Gutsbezirken pflegte der Landgemeindetag Geschäftsbeziehungen. Allerdings bestanden keine Beziehungen zum Rheinland und zu Westfalen. 
Der Landgemeindetag sollte den Wohlstand der beigetretenen Gemeinden fördern und sie gegenüber dem Reich bei Fragen der Gesetzgebung und bei Verwaltungsregelungen vertreten. Weiterhin sollten die Kenntnisse und die Ausbildung auf dem Gebiet der Verwaltung bei den Landgemeinden entwickelt werden. Im Jahre 1930 vereinigte der Landgemeindetag 41.420 Gemeinden mit etwa 25 Millionen Einwohnern. Das Organ zur Veröffentlichung von Bekanntmachungen war die Zeitschrift für Selbstverwaltung. Der Präsident des Landgemeindetages war Reichskommissar Günther Gereke, der seinen Geschäftssitz in Berlin in der Potsdamer Straße 22A hatte.
Im Zuge der nationalsozialistischen Gleichschaltungspolitik wurden die kommunalen Spitzenverbände am 15. Dezember 1933 zum Deutschen Gemeindetag zwangsvereinigt. Als nationalsozialistische Organisation wurde dieser nach Beendigung der Zeit des Nationalsozialismus am 10. Oktober 1945 durch den Alliierten Kontrollrat aufgelöst. Nach 1945 nahm der Verband seine Arbeit in eigenständiger institutioneller Form wieder auf. 1973 entstand durch den Zusammenschluss mit dem Deutschen Städtebund der Deutsche Städte- und Gemeindebund.

## Referenzen
- Cuno Horkenbach, Das Deutsche Reich von 1918 bis Heute, Berlin 1930.